# Андреј Кесаријски
Андреј Кесаријски (грч. Ανδρεας Καισαρειας αππαδοκιας) - је био епископ граде Цаесареје Кападокијске. Поштован је у Православној цркви као светитељ.
Нема много информација о животу Андреја епископа Цезареје. Слава су му донела његова тумачење књиге Откривења Јована Богослова, која су укључена у 106 књига Грчке патрологије популарне међу православнима, нарочито међу руским старцима.
Тумачење Откровења Андреја из Цезареје написано је између 563. и 614. године и представља један је од првих патристичких коментара Апокалипсе. Имао је велики утицај на будуће теологе. Док је писао, Андреј доказује аутентичност ове новозаветне књиге у односу на ране хришћанске ауторе: Папија Јерапољског, Иренеја Лионског, Методија Патарског и Иполита Римског.
Иако Андреј, када тумачи, указује на то да је крај света рани догађај, он напомиње у предговору:
почињемо да објашњавамо визију благословљеног богослова не као да смо схватили дубину духа скривеног у њему, јер се не усуђујемо и не желимо да све буквално објаснимо ... што се тиче савршеног сазнања о томе, ми пружамо Божанску мудрост која зна времена у којима ће се предвиђено остварити, наша провера је забрањена од стране апостола.— 
Његова Тумачење су преведена са грчког на грузијски у 10. веку, јерменски у 11. веку, на старословенски заједно са текстом књиге Откривења најкасније у 10. веку. До средине XV века, Апокалипса је углавном постојала само у тумачењу Андрије Кесарејског, а не у оригиналном тексту. Писање Андреја Кесаријског украшено је минијатурама у којима су аутори пратили древну руску традицију слика лица у рукописима.